# Homoinjertos descelularizados
Los homoinjertos descelularizados son válvulas cardíacas de donante humano que han sido modificadas mediante ingeniería de tejidos o terapia celular. Existen muchas técnicas para la descelularización, la mayoría basadas en un protocolo (detergente o enzimático) cuyo objetivo es eliminar todas las células de los donantes, preservando las propiedades mecánicas de la base matriz restante, o lo que llamamos el andamio (scaffold en inglés o matrix) de un tejido.

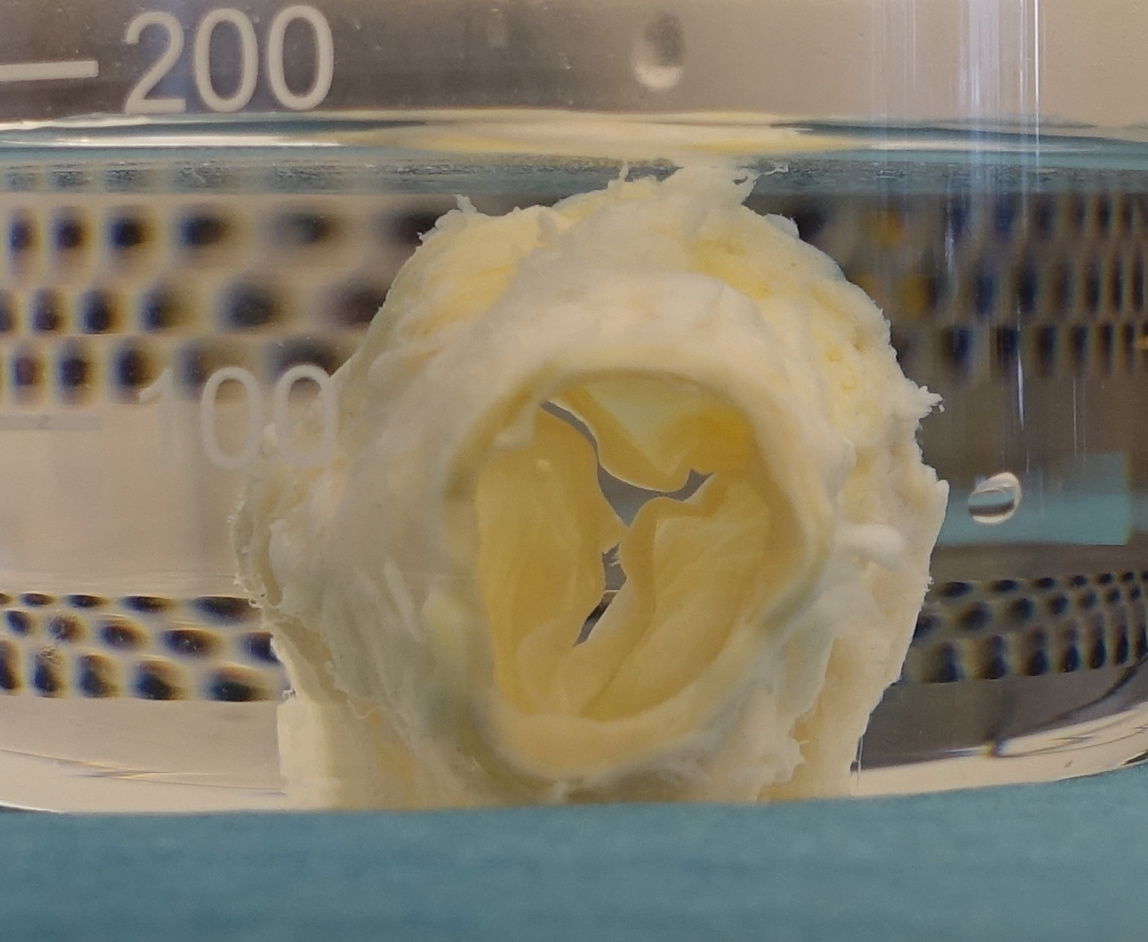
Vista superior de un homoinjerto aórtico descelularizado con tres válvulas flexibles.

## Antecedentes
La enfermedad valvular aórtica afecta a la válvula que hay entre el ventrículo izquierdo y la aorta, y puede ser congénita (de nacimiento) o causada por otros factores adquiridos. Existen muchas opciones terapéuticas para los pacientes, a quienes la indicación para recambio de válvula aórtica ha sido confirmada. Una de ellas es la sustitución utilizando una válvula mecánica; sin embargo, se necesita una pauta anticoagulante estricta a lo largo de toda la vida para reducir episodios de tromboembolismo especialmente cerebral. Dichos anticoagulantes mantienen un riesgo inherente de episodios de sangrado grave, que afectan a la vida normal de los pacientes. Por este motivo, la mayoría a partir de cierta edad prefieren el implante de válvulas biológicas. Las prótesis biológicas, v. gr. válvulas cardiacas de origen animal (xenogénicas), ofrecen una alternativa viable y son derivadas de tejidos de ternera o de cerdo.
Sin embargo, en particular para pacientes jóvenes, se ha demostrado que las válvulas xenogénicas no proporcionan una durabilidad satisfactoria y existe una rápida degeneración de la válvula en pocos años. Una vía adicional abierta a los pacientes es la denominada intervención de Ross, un procedimiento quirúrgico en el que la válvula aórtica dañada es reemplazada por una válvula pulmonar del propio paciente (autoinjerto). La válvula pulmonar necesita entonces ser reemplazada por una prótesis. Un inconveniente de este método es que entonces pueden resultar dos válvulas cardiacas dañadas, puesto que los autoinjertos pueden desarrollar una progresiva dilatación a largo plazo, y la prótesis de la válvula pulmonar, a veces un homoinjerto criopreservado convencional, es objeto del mismo tipo de degeneración como todas las válvulas biológicas. Esto puede, de este modo, llevar a frecuentes reoperaciones que tienen un más alto porcentaje de mortalidad, debido a complicaciones postoperatorias, especialmente en niños.

## Ingeniería de tejidos. Conceptos.
El problema de la durabilidad de las prótesis valvulares cardiacas en pacientes jóvenes ha conducido hacia la investigación en ingeniería de tejidos buscando nuevas opciones para el reemplazo valvular. Los actuales conceptos de ingeniería de tejidos están basados en la aplicación de andamios o matrices artificiales poliméricas, pero también en matrices biológicas, extraídas de tejido de donante humano (alogénico) o animal (xenogénico). Al ser más fácilmente disponibles, los primeros utilizados fueron derivados de donantes animales. Sin embargo, hubo informes de fracaso con el empleo de xenogénicos en pacientes pediátricos, conduciendo al escepticismo en cuanto a su uso.
Actualmente están en desarrollo diversos conceptos de válvula cardiaca artificial que solucionarían muchas demandas clínicas no satisfechas con las opciones actuales, como la disponibilidad permanente de diferentes tamaños y longitudes. Estos conceptos han mostrado buenos resultados en la implementación de la producción técnica de válvulas con matriz polimérica y han sido utilizados exitosamente in vitro e in vivo con diferentes líneas de células madre. Sin embargo, tests preclínicos en modelos de animal a largo plazo, aún tienen que demostrar si los resultados son satisfactorios.

## Homoinjertos convencionales
El primer recambio de válvula aórtica (RVA) usando un homoinjerto fue realizado hace 50 años el 24 de julio de 1962 por Donald Ross en el Hospital Guy’s, Londres, y sobre una base experimental de un español, Carlos G. Durán en Oxford. Posteriormente, su uso ha sido evaluado en múltiples estudios aleatorizados o prospectivos. A diferencia del procedimiento de Ross, el RVA utilizando homoinjertos convencionales criopreservados es actualmente realizado sólo en el 3% de todos los pacientes por su poca disponibilidad y sobre todo, para tratar la endocarditis aguda de válvula aórtica. La severa calcificación del homoinjerto convencional ocurre frecuentemente al cabo de los 12-20 años y es la principal razón para su uso restrictivo; sin embargo, las actuales guías confirman los homoinjertos como una alternativa válida para pacientes jóvenes que requieren reconstrucción anatómica de la válvula aórtica.

## Homoinjertos aórticos descelularizados (HAD)
Los homoinjertos aórticos descelularizados (HAD) para el recambio de válvula aórtica y las válvulas pulmonares descelularizadas para el recambio de válvula pulmonar han sido desarrollados por muchos grupos de investigadores y compañías durante la última década en pequeña escala.
Las válvulas pulmonares descelularizadas (VPD) han sido clínicamente implantadas desde el año 2002 en pacientes pediátricos y han demostrado una mejoría clínica excelente a corto y medio plazo, desafiando al uso de los homoinjertos convencionales criopreservados considerados hasta entonces como “de referencia” para el recambio de válvula pulmonar en enfermedades cardíacas congénitas.
Los HAD desarrollados en la Facultad de Medicina de Hannover han demostrado la estabilidad mecánica suficiente para la circulación sistémica con una extensa probabilidad de eliminación de antígenos y su uso a largo plazo ha sido validado en el modelo animal. La dilatación del injerto, algo habitual en los autoinjertos, ha sido observada en niveles diferentes como el anillo valvular, en los senos de Valsalva o a nivel de la confluencia sino-tubular. El funcionamiento hemodinámico en términos de área efectiva de apertura valvular del HAD es excepcional comparado con las otras opciones y no ha habido ninguna calcificación de las HAD observada hasta la fecha. En los pocos casos en los que a una sustitución valvular tenía que añadirse la de la aorta ascendente debido a dilatación concomitante de la aorta ascendente, se ha visto que a medio plazo no existe dilatación del homoinjerto. En estos momentos varios estudios clínicos prospectivos, algunos financiados por la Unión Europea están en marcha para evaluar este nuevo enfoque para la sustitución de la válvula aórtica con el uso de HAD. Algunos estudios, concretamente en Brasil, parecen confirmar estas expectativas.